# Arhaconotus
Arhaconotus (лат.) — род паразитических наездников из семейства Braconidae. Известно 7 видов. Австралазия и Юго-Восточная Азия.

## Описание
Мелкие наездники, длина тела 2—4 мм. Основная окраска тела коричневая. Голова не вдавленная, высокая, поперечная. Оцеллии расположены почти в равностороннем треугольнике. Лоб не вогнутый, без срединного киля или борозды. Глаза голые. Усики тонкие, нитевидые. Нижнечелюстные щупики состоят из 6 члеников, а нижнегубные — из 4. Мезосома не вдавлена и относительно длинная. Шея проторакса короткая. Пронотум дорсально почти плоский, с отчетливым субмедиальным пронотальным килем. Пронопе отсутствует. Проплевральный верхнезадний фланец довольно короткий и неширокий. Мезонотум высокий, плавно и округло приподнят над пронотумом, в основном гладкий.

## Систематика
Известно 7 видов. Род был впервые описан в 2000 году российским гименоптерологом Сергеем Белокобыльским (Зоологический институт РАН, Санкт-Петербург). Этот род очень похож на Bathycentor Saussure, 1892, но отличается от него главным образом неподвижно сросшимися первым и вторым метасомальными тергитами у обоих полов (против не сросшихся), интерстициальным положением параллельной жилки (CU1a) в переднем крыле (против не интерстициального) и постфуркальным положением рекуррентной жилки (m-cu) (против антефуркального).
- Arhaconotus belokobylskiji Long, 2023[4]
- Arhaconotus hainanensis Tang & Chen, 2010[5]
- Arhaconotus hoabinhicus Long, 2023[4]
- Arhaconotus ishigakiensis Belokobylskij, 2001[2]
- Arhaconotus longicaudatus Long, 2023[4]
- Arhaconotus papuanus Belokobylskij, 2001[2]
- Arhaconotus vietnamicus Belokobylskij, 2001[2]